# Shahid Kapoor

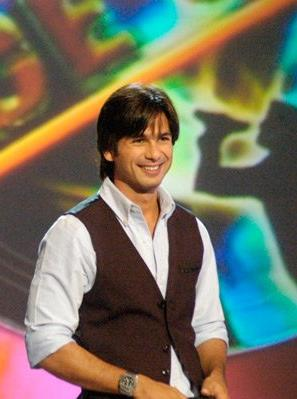
Shahid Kapoor

Shahid Kapoor, född 1981 i Bombay, är en indisk skådespelare. Han har varit ihop med skådespelerskan Kareena Kapoor. Shahid Kapoor gjorde Bollywooddebut som bakgrundsdansare i Subhash Ghais Taal (1999). Fyra år senare gjorde han sin debut som huvudskådespelare i Ishq Vishk (2003) och vann en Filmfare Debut Award för sina prestationer. Efter hyllade framträdanden i filmer som Fida (2004) och Shikhar (2005), fick han sin första kommersiella framgång med Sooraj R. Barjatyas Vivah (2006) och följde upp det med Jab We Met (2007) och Kaminey (2009) som också är hans största kommersiella framgång hittills. Kapoors far är hindu och hans mor är muslim. Hans fars familj (Kapoorfamiljen) är ursprungligen från Afghanistan

## Karriär
Kapoor började sin filmkarriär 2003, med filmen Ishq Vishk. Efter Ishq Vishk spelade han i flera filmer som inte blev så uppmärksammade. Filmen Vivah som släpptes 2006 blev framgångsrik, hans skådespelarinsats blev bra och filmen tjänade mycket. Jab We Met som han spelade i mot sin för detta flickvän blev också framgångsrik och han blev nominerad till bästa skådespelare i Filmfare awards. År 2008 spelade han endast i en film, Kismat Connection, som blev en hit men inte en super. Kapoor blev känd genom den filmen. År 2009 kom Kaminey, regisserad av Vishal Bharadwaj, där Kapoor spelade mot Priyanka Chopra. Filmen blev en superhit och Kapoor blev nominerad till bästa skådespelare i Star Screen Awards och Filmfare Awards. Han vann Best Popular actor i Star Screen Awards för Kaminey. 
Filmen Dil Bole Hadippa, regisserad av Anurag Singh, kom ut en månad efter Kaminey, där spelade Kapoor mot Rani Mukerji. Filmen gick inte bra och var nära flopp. Sedan kom Chance Pe Dance, regisserad av Ken Ghosh, ut där han spelade mot Genelia D`Souza. Även den filmen blev en flopp. Badmaash Company regisserad av Parmeet sethi och med Anushka Shamrma som Kapoors co-star verkade till en början vara en smashit men hade sedan bara ordinär framgång.
2011 medverkade han i sin pappas debutfilm Mausam där han spelar mot Sonam Kapoor.

## Filmografi
- 2003 - Ishq Vishk
- 2004 - Fida
- 2004 - Dil Maange More
- 2005 - Deewane Huye Pagal
- 2005 - Vaah! Life Ho Toh Aisi!
- 2005 - Shikhar
- 2005 - 36 China Town
- 2006 - Chup Chupke
- 2006 - Vivah
- 2007 - Fool N Final
- 2007 - Jab We Met
- 2008 - Kismat Konnection
- 2009 - Kaminey
- 2009 - Dil Bole Hadippa
- 2010 - Chance Pe Dance
- 2010 - Milenge Milenge
- 2010 - Paathshala
- 2011 - Mausam
- 2012 - Teri Meri Kahaani"
- 2013 - Phata Poster Nikla Hero" Post-production
- 2013 - Rambo Rajkumar"  Filming
- 2013 - Bejoy Nambiar's Untitled" Next Pre-production